# 阿列克谢·奥夫奇宁
阿列克谢·尼古拉耶维奇·奥夫奇宁（俄语：Алексей Николаевич Овчинин，羅馬化：Aleksey Nikolayevich Ovchinin，俄語發音：[ɐlʲɪkˈsʲej nʲɪkɐˈlaɪvʲɪtɕ ɐfˈt͡ɕinʲɪn]；1971年9月28日—）是俄罗斯现役宇航员。

## 早年
1988年8月至1990年9月在鲍里索格列布斯克高等军事飞行员学校学习，1990年9月至1992年8月在叶伊斯克高等军事飞行员学校学习，毕业后获得飞行工程师资格。

## 宇航员生涯
2006年10月11日，他成为宇航员候选人之一，之后开始接受基础训练。2009年6月2日通过考验，9日获得测试宇航员的资格。

### 远征47/48
莫斯科时间19日0时27分（北京时间19日5时27分），带有TMA-20M载人飞船的联盟-FG型运载火箭发射升空。这次任务队员包括他和奥列格·斯克里波奇卡、美国宇航员杰弗里·威廉姆斯。约6小时后，飞船通过快速对接模式与国际空间站实现了对接。
哈萨克斯坦时间2016年9月7日，他和任务队员乘坐相同飞船返回地球，成功在杰兹卡兹甘附近着陆。

### 远征57（失败）
莫斯科时间2018年10月11日11时40分（北京时间16时40分），载有奥夫奇宁等宇航员的联盟MS-10飞船由联盟-FG型运载火箭从哈萨克斯坦境内的拜科努尔发射场发射升空。起飞约119秒后，火箭第一级分离，火箭顶端的整流罩被抛下，然而火箭第二级发动机却突然关闭，乘员舱与火箭紧急分离，并抛出降落伞着陆。俄航天集团之后表示，飞船上的宇航员奥夫奇宁和尼克·黑格均告生还，并与地面飞行控制中心取得了联络。
10月12日，他和黑格抵达莫斯科接受检查。俄罗斯联邦卫生部下属生物医学署署长表示，他们身体状况良好，无需治疗，但将还在加加林宇航员培训中心停留几天，接受例行身体状况检查。有俄罗斯专家表示，该事故暴露出俄航天业正经历着基础设施老化、航天管理机制不善和人才资源短缺等的深层次危机。

### 远征59/60
莫斯科时间2019年3月14日22点14分（北京时间15日3点14分），联盟-FG型运载火箭从哈萨克斯坦境内的拜科努尔发射升空。数分钟后，载有奥夫奇宁、尼克·黑格和克里斯蒂娜·科赫的联盟MS-12号宇宙飞船与运载火箭分离，进入预定轨道。
莫斯科时间5月29日18时42分，奥夫奇宁与科诺年科一起出舱进行太空作业。主要任务是为搜索号小型试验舱和曙光号功能货舱间通道安装扶手。他们还取下搜索号上安装的实验设备。他们于次日0时43分（北京时间30日5时43分）回舱，整个过程持续6小时1分钟。
2019年10月3日，载有奥夫奇宁、尼克·黑格、哈扎·曼苏里的联盟MS-12飞船在哈萨克斯坦成功着陆。
统计
| # | 飞船代号    | 发射时间（UTC）       | 任务代号               | 着陆时间（UTC）       | 时间总计      | 舱外活动次数 | 舱外活动时间 |
| - | ----------- | --------------------- | ---------------------- | --------------------- | ------------- | ------------ | ------------ |
| 1 | 联盟TMA-20M | 2016年3月18日21时27分 | 联盟TMA-01M，远征47/48 | 2016年9月7日1时13分   | 127日3时46分  | 0            | 0            |
| 2 | 联盟MS-10   | 2018年10月11日8时40分 | 联盟MS-10，远征57/58   | 2018年10月11日8时59分 | 19分          | 0            | 0            |
| 3 | 联盟MS-12   | 2019年3月14日17时14分 | 联盟MS-12，远征59/60   | 2019年10月3日10时59分 | 202日15时44分 | 1            | 6小时01分    |
|   |             |                       |                        |                       | 374日19时50分 | 1            | 6小时01分    |

## 荣誉
- 俄罗斯联邦宇航员和俄罗斯联邦英雄（2017年）[11]
- 雷宾斯克荣誉市民[12]